# Май 2016 года

Список событий мая 2016 года.

## События
- 1 мая
  - В нескольких городах Казахстана прошли митинги против аренды сельскохозяйственных земель иностранцам на срок до 25 лет[1].
- 5 мая
  - Правительство Армении одобрило законопроект о признании независимости Нагорного Карабаха[2].
- 6 мая
  - В Москве (Россия) открыт чемпионат мира по хоккею с шайбой[3].
  - В Турции вынесен приговор главному редактору газеты «Cumhuriyet» Джану Дюндару и журналисту того же издания Эрдему Гюлю, опубликовавшим статью о поставках оружия со стороны турецкой разведки сирийским боевикам-исламистам, воюющим против правительства Башара Асада. Оба обвиняемых были признаны виновными в разглашении государственной тайны, Дюндар был приговорёны к 5 годам и 10 месяцам, Гюль к 5 годам тюремного заключения[4].
- 7 мая
  - Принёс присягу новый мэр Лондона, этнический пакистанец Садик Хан[5].
- 8 мая
  - В Германии возобновляемые источники обеспечили 87 % потребляемой энергии, из-за этого цены на электроэнергию упали настолько, что стали отрицательными[6].
- 9 мая
  - Всеобщие выборы на Филиппинах[7]. Президентом страны был выбран Родриго Дутерте[8][9].
  - В Лондоне (Великобритания) стартовал XXXIII чемпионат Европы по водным видам спорта[10].
- 10 мая
  - В Стокгольме (Швеция) открылся 61-й конкурс песни «Евровидение»[11].
- 12 мая
  - Сенат Бразилии проголосовал за начало импичмента президента Бразилии Дилмы Русеф[12], отстранив её от должности на шесть месяцев. Исполняющим обязанности президента стал Мишел Мигель Элиас Темер Лулиа[13].
- 14 мая
  - В Москве на Хованском кладбище произошла драка со стрельбой, в которой приняли участие от 100 до 500 человек. Погибли два человека. Конфликт возник из-за распределения территорий обслуживания кладбища[14].
  - В Стокгольме (Швеция) завершился 61-й конкурс песни «Евровидение». Победу одержала Джамала (Украина) с песней «1944»[15].
- 16 мая
  - В лондонском Музее Виктории и Альберта был объявлен победитель Международного Букера, это роман южнокорейской писательницы Хан Канг «Вегетарианка» о женщине, отстаивающей свои взгляды перед семьёй и окружением[16].
- 17 мая
  - Завершилось исследование почти 900 научных статей, опубликованных за последние 30 лет, на тему влияния ГМ-культур на организм человека и окружающую среду. По итогам исследования в сотнях научных работ не найдено никаких признаков негативного влияния продуктов из ГМ-культур на здоровье человека[17].
- 18 мая
  - На границе с Камеруном обнаружили одну из девочек, похищенную вместе с другими школьницами в Нигерии в 2014 году исламистской группировкой «Боко Харам»[18].
  - В Афганистане во время взлёта потерпел крушение самолёт Ан-12 азербайджанской авиакомпании Silk Way Airlines. Погибли 7 членов экипажа, 2 ранены[19].
- 19 мая
  - Над Средиземным морем произошло крушение Airbus A320 рейса MS804 Париж — Каир. Погибли все 66 человек на борту[20].
  - Парламент Украины переименовал город Днепропетровск в Днепр[21].
  - Команда Санкт-Петербургского государственного университета выиграла студенческий чемпионат мира по программированию АСМ ICPC[22].
- 20 мая
  - В результате авиаудара беспилотников был ликвидирован лидер «Талибана» мулла Ахтар Мансур[23].
- 21 мая
  - Власти Казахстана пресекли протесты в различных регионах страны против поправок в Земельный кодекс. В этот день было задержано десятки гражданских активистов, местных и зарубежных журналистов, которые освещали эти события[24].
- 22 мая
  - В Москве (Россия) завершился чемпионат мира по хоккею с шайбой. Чемпионом мира стала сборная Канады[25].
  - Закончился Каннский кинофестиваль. Главный приз — «Золотую пальмовую ветвь» — получила лента Кена Лоуча «Я, Дэниел Блейк»[26].
  - В результате конституционного референдума приняты поправки, снимающие с президента Таджикистана Эмомали Рахмона ограничения по числу переизбраний на пост президента и снижающие возрастной ценз для президента с 35 до 30 лет[27].

- 23 мая
  - Во втором туре выборов президента Австрии победу одержал лидер партии зелёных Александр Ван дер Беллен[28].
  - Президент США Барак Обама объявил о полном отмене эмбарго на поставку любых вооружений Вьетнаму, с целью завершить нормализацию двусторонних отношений[29].
- 25 мая
  - Между Россией и Украиной состоялся обмен депутата Верховной рады Украины Надежды Савченко на задержанных в ходе вооружённого конфликта в Донбассе Евгения Ерофеева и Александра Александрова[30].
- 26 мая
  - В Токио (Япония) начал работу двухдневный саммит G7[31].
  - Парламент ЮАР одобрил законопроект, позволяющий правительству страны провести экспроприацию земли у белых фермеров[32].
- 28 мая
  - Ракета Falcon 9 успешно вывела на орбиту телекоммуникационный спутник Таиланда Thaicom 8, компания SpaceX в очередной раз успешно посадила первую ступень ракеты на плавучую платформу[33].
- 29 мая
  - Астронавты НАСА развернули на Международной космической станции экспериментальный надувной модуль Bigelow Expandable Activity Module (BEAM), предназначенный для проживания экипажей орбитального комплекса[34].
- 30 мая
  - В подмосковном Жуковском открылся новый международный аэропорт[35].
- 31 мая
  - США перестали обладать самой конкурентоспособной экономикой, опустившись с первой на третью строчку в ежегодном рейтинге, составляемом Швейцарским институтом управления. Первое место в рейтинге занял Гонконг, второе — Швейцария[36].